# Mädchengymnasium St. Dominikus
Das Mädchengymnasium St. Dominikus ist das einzige Mädchengymnasium in Karlsruhe. Die Schule befindet sich neben dem Bismarck-Gymnasium in der Seminarstraße.

## Geschichte
Seit 1924 erteilten Dominikanerinnen aus dem Kloster Zoffingen in Konstanz Religionsunterricht in Volksschulen zur Unterstützung des Pfarrers. Dies ging einher mit dem Erwerb eines Wohnhauses in der Moltkestraße.
Ab 1928 startet der Unterricht mit der ersten Klasse in der privaten Mädchenrealschule mit zunächst 34 Schülerinnen und 4 Lehrerinnen. Das erste Abitur wurde 1937 abgelegt. Nach einer 1940 durch die Nazis erzwungenen Auflösung der Schule nahm die Schule 1955 den Schulbetrieb wieder auf und 1962 wurden erstmalig seit dem Krieg wieder Abiturprüfungen abgelegt. 1993 übergab das Kloster Zoffingen das Mädchengymnasium der Schulstiftung der Erzdiözese Freiburg.
Es wurde darüber diskutiert ab dem Schuljahr 2024/25 das Gymnasium auch für Jungen zu öffnen, dieser Entschluss wurde aber wieder aufgehoben.

## Profil
Die Schülerinnen können zwischen den Fremdsprachenkombinationen Englisch-Französisch, Englisch-Latein und Französisch-Englisch wählen.
Als Profilfächer werden ab der 8. Klasse Naturwissenschaft mit NwT oder IMP (Informatik, Mathematik, Physik) als Hauptfach oder das sprachliche Profil mit Spanisch als dritter Fremdsprache oder Musik als Hauptfach angeboten.